# Avenue Anna-Politkovskaïa
Avenue Anna-Politkovskaïa är en gata i Quartier du Bel-Air i Paris tolfte arrondissement. Gatan är uppkallad efter den ryska journalisten Anna Politkovskaja, som mördades 2006. Avenue Anna-Politkovskaïa börjar vid Route de la Tourelle 15 och slutar vid Porte du Bel-Air.

## Bilder
| - Gatuskylt. - Bois de Vincennes. - Notre-Dame de Saint-Mandé. |

## Omgivningar
- Notre-Dame de Saint-Mandé
- Saint-Louis de Vincennes
- Bois de Vincennes

## Kommunikationer
- Tunnelbana – linje  – Saint-Mandé
- Busshållplats Mairie – Paris bussnät

### Webbkällor
- ”Avenue de Bel-Air”. Mairie de Paris. https://web.archive.org/web/20190905052258/http://www.v2asp.paris.fr/commun/v2asp/v2/nomenclature_voies/Voieactu/Z514.nom.htm. Läst 16 januari 2023.
- ”Avenue Anna Politkovskaïa à Paris”. Nouvelles Routes. https://www.nouvelles-routes.fr/ile-de-france/paris/avenue+anna+politkovska%C3%AFa. Läst 16 januari 2023.